# Henohenomoheji

Ejemplo de Henohenomoheji

La palabra "henohenomoheji" (へのへのもへじ?), comúnmente simplificado a "heno-ji" o "henoji" (へのじ?), se compone de los siete caracteres hiragana "he, no, he, no, mo, he, ji", que son empleados para dibujar una cara. Los dos primeros "he" son las cejas, los "no" son los ojos, el "mo" es la nariz y el último "he" es la boca. El contorno de la cara se consigue mediante el carácter "ji". Los niños japoneses utilizan los henohenomoheji como caras de kakashi (espantapájaros) y Teru teru bōzu.
La figura también se conoce como hehenonomoheji (へへののもへじ?) debido a una ordenación distinta de los caracteres.